# Marco Padalino
Marco Padalino, född 8 december 1983 i Lugano, är en schweizisk före detta fotbollsspelare. Han spelade senast i  AC Lugano och har även representerat Schweiz herrlandslag i fotboll. Han har tidigare spelat för bland annat Catania, Piacenza, Sampdoria och Vicenza.